# Grenze zwischen Finnland und Russland

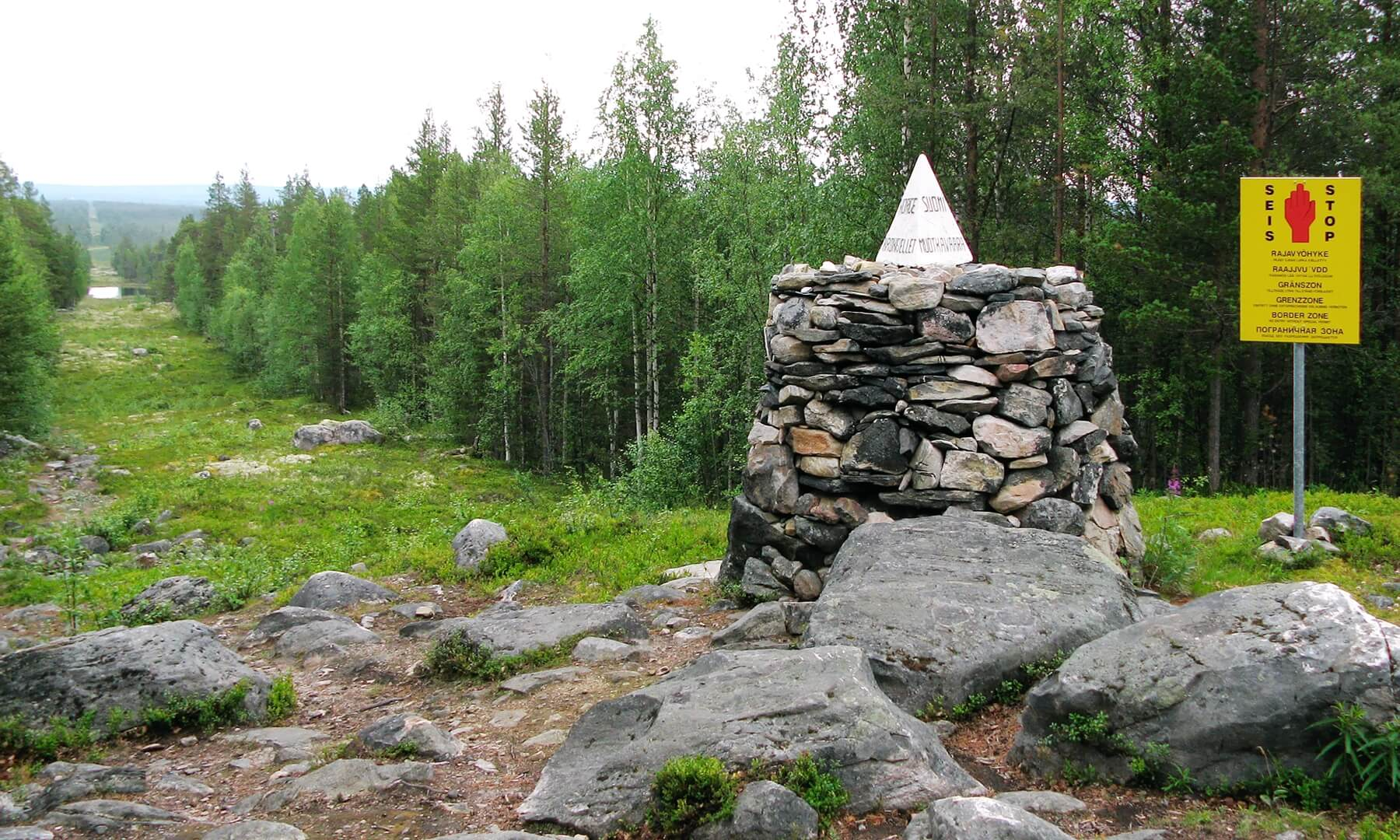
Dreiländereck Finnland – Russland – Norwegen: Die Grenze zwischen Finnland (rechts) und Russland (links) beginnt hinter der weißen Pyramide; vor dieser liegt norwegisches Gebiet.

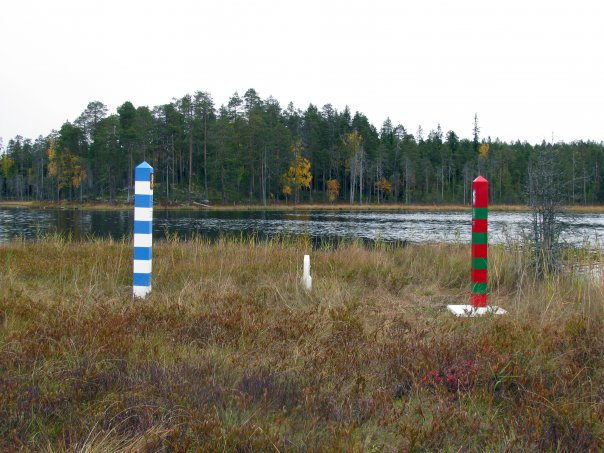
Östlichster Punkt Finnlands auf dem Virmajärvi in Ilomantsi (62°54'31 N, 31°35′12 E bzw. 62.908611°, 31.586667°)

Die Grenze zwischen Finnland und Russland verläuft ungefähr in nord-südlicher Richtung zwischen der Republik Finnland (einem Mitglied der Europäischen Union und der NATO) und der Russischen Föderation. Sie ist eine etwa 1340 km lange Außengrenze des Schengen-Raumes und der Europäischen Union hauptsächlich durch unbewohnte Taiga und dünn besiedelte ländliche Gebiete, ohne einem bestimmten natürlichen Merkmal oder Fluss zu folgen. In Finnland wird die Bezeichnung „Ostgrenze“ (finnisch itäraja, schwedisch östgränsen) verwendet.
Den nördlichen Endpunkt der Grenze zwischen Finnland und Russland bildet das Dreiländereck zwischen Finnland, Russland und Norwegen, markiert durch einen Steinhügel in der Nähe von Muotkavaara (norwegisch Korgfjellet; 69°03′06″ N 28°55′45″ E bzw. 69,0517° N 28,9292° E).

Das südliche Landende der Grenze liegt am Ufer des Finnischen Meerbusens; südlich davon verläuft eine Seegrenze zwischen den jeweiligen Hoheitsgewässern, die an einem schmalen Streifen internationalen Gewässers zwischen finnischen und estnischen Hoheitsgewässern endet.
Nach dem Zweiten Weltkrieg errichtete Finnland entlang der russischen Grenze im Abstand von 10 bis 50 Kilometern Grenzschutzposten, deren Einheiten das Gebiet patrouillierten. Anfang der 1990er Jahre zerfiel die Sowjetunion; Finnland geriet in eine Rezession. Der finnische Grenzschutz verkaufte alle Wachposten und viele dieser Posten wurden zu Sommerhäusern umgebaut. Russland schickte nach der Annexion der Krim 2014 in den Jahren 2015 und 2016 Flüchtlinge an die finnische Grenze. Angesichts des Krieges in der Ukraine und dem Beitritt in die NATO will Finnland seine Grenzen sicherer machen. Die Regierung will (Stand 5. Mai 2022) an einigen Abschnitten der Grenze neue Zäune errichten und zwei Überwachungsflugzeuge vom Typ Dornier 228 durch neue, viel leistungsfähigere Challenger 650 RAPCON-X ersetzen.
Nach dem russischen Überfall auf die Ukraine und der Aufnahme Finnlands in die NATO am 4. April 2023 ist es zu Spannungen zwischen Finnland und Russland gekommen, in der Folge auch zu Grenzschließungen seitens Finnland.

## Geschichte

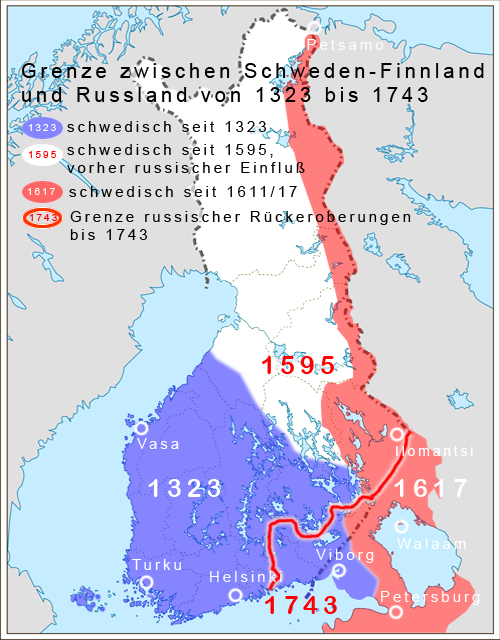
Veränderungen der Grenzen zwischen den Einflussbereichen Schwedens und Russlands zwischen 1323 und 1743

### Schwedische Zeit
Finnland war bis 1809 ein Teil des Schwedischen Reiches. Der erste zwischenstaatliche Einigung über die heutige Grenze zwischen Finnland und Russland wurde 1323 im Vertrag von Nöteborg zwischen Schweden und der Republik Nowgorod unterzeichnet. Der Friede von Teusina im Jahr 1595 verlagerte die Grenze nach Osten. Nach Ende des Ingermanländischen Krieges gewann Schweden im Frieden von Stolbowo im Jahr 1617 eine große Fläche des Landes durch den Erwerb der Festung Schlüsselburg, der Provinz Kexholm im Südwesten Kareliens sowie der Provinz Ingermanland. Der Frieden von Nystad 1721 und der Frieden von Åbo 1743 verlagerten die Grenze wieder nach Westen.
Neben dem Staatsgebiet markierte die damals schwedisch-russische Grenze offizielle Religionszugehörigkeit. Die russische Seite gehörte zur Orthodoxie, die schwedische Seite zum Katholizismus, später Protestantismus. Nach dem Frieden von Stolbowo im Jahr 1617 wurde die orthodoxe Bevölkerung jedoch zwangsweise zum Luthertum bekehrt. Um dem zu entgehen, wanderte viele nach Twer aus. Andere konvertierten und begannen sich auch sprachlich zu assimilieren und Finnisch anstatt Karelisch zu sprechen. Den Platz der geflohenen Bevölkerung nahmen größtenteils finnischsprachige Siedler aus Savo ein.

### Russische Zeit
1808 griff Russland Schweden an und begann damit den Finnischen Krieg. Dieser endete mit der im Vertrag von Fredrikshamn 1809 besiegelten Niederlage Schwedens. Zu den Gebieten, die Schweden an Russland abtreten musste, gehörten neben dem im Süden gelegenen Kernfinnland auch die Ålandinseln sowie Teile Lapplands und Västerbottens. Aus den genannten Gebieten wurde das Großfürstentum Finnland gebildet. Es war zwar Teil des Russischen Reiches, genoss aber eine weitgehende politische Autonomie. Bei der Grenzziehung innerhalb des zaristischen Russlands bildeten Argumente keine Rolle, die nach dem Inkrafttreten der Unabhängigkeit Finnlands ab 1917 vorgebracht wurden und sich auf die Sicherheitsbedürfnisse Finnlands einerseits und Russlands bzw. der Sowjetunion andererseits bezogen. Dies betrifft insbesondere die Grenznähe von St. Petersburg bzw. Leningrad.

### Seit der finnischen Unabhängigkeit
Finnland war noch vor dem Ende des Ersten Weltkriegs in Europa der erste Staat, der seine Unabhängigkeit von einem Vielvölkerstaat erklärte. Dies geschah am 6. Dezember 1917. Möglich gewordenen war diese Entwicklung durch die Oktoberrevolution in Russland. Am 27. Januar 1918 brach in Finnland ein Bürgerkrieg zwischen den von den Bolschewiki im nachzaristischen Russland unterstützten „Roten“ und den bürgerlichen „Weißen“ aus, den Letztere im Mai 1918 gewannen. Sie vertraten die Drei-Landengen-Strategie, der zufolge durch die Angliederung der ostkarelischen Gebiete an Finnland die Länge der Landgrenze zwischen Finnland und Russland halbiert werden könne. Die neue Ostgrenze Finnlands wäre beim Gelingen der Pläne der finnischen Regierung vom Finnischen Meerbusen aus über den Ladogasee und den Onegasee zum Weißen Meer verlaufen.
Im Frieden von Dorpat einigten sich am 14. Oktober 1920 Finnland und die inzwischen gegründete Sowjetunion darauf, dass im Wesentlichen die Grenzen des zaristischen Großfürstentums Finnland als Grenze des nunmehr unabhängigen Finnland weiterbestehen sollten. Finnland gab seine Ansprüche auf die Kreise Reboly (Mujeserski) / Repola und Porososero / Porajärvi auf, die es erst 1918 bzw. 1919 seinem Territorium einverleibt hatte, erhielt aber mit Petsamo einen eisfreien Hafen am Nordmeer. Daraufhin gab es zweieinhalb Jahrzehnte lang keine gemeinsame Grenze zwischen Norwegen und Russland auf dem europäischen Festland.
Im Herbst 1939 begann der „Winterkrieg“ zwischen der Sowjetunion und Finnland.
Vermutlich war es das Ziel der Sowjetunion, ganz Finnland ihrem Staatsgebiet hinzuzufügen. Da sich jedoch Finnland als unerwartet stark und die Rote Armee als unerwartet schwach erwiesen, begnügte sich die Sowjetunion im Friedensvertrag von 1940 damit, dass Finnland große Teile Kareliens, darunter die gesamte Landenge zwischen dem Finnischen Meerbusen und dem Ladogasee sowie große Gebiete nördlich dieses Sees verlor. Die neue finnische Südostgrenze folgte im Wesentlichen der Grenze des Friedens von Nystad von 1721.
Der Fortsetzungskrieg zwischen Finnland und der Sowjetunion dauerte vom 22. Juni 1941 bis zum 19. September 1944.
Finnland nutzte die Gelegenheit, die sich dem Staat durch den Beginn des Deutsch-Sowjetischen Krieges bot, und versuchte, die 1940 verlorenen Gebiete zurückzugewinnen. Dies gelang zwar zunächst, aber das inoffizielle militärische Bündnis zwischen Finnland und dem Deutschen Reich wurde durch den Waffenstillstand von Moskau vom September 1944 beendet. Finnland musste sich auf die 1940 vereinbarten Grenzen zurückziehen und verlor darüber hinaus durch den Waffenstillstand mit dem Petsenga-Gebiet den 1920 erworbenen Zugang zum Eismeer sowie ein Gebiet um Salla und mehrere Inseln im Finnischen Meerbusen.
Finnland blieb seit 1917 ein Nationalstaat und konnte seine Souveränität gegenüber der Sowjetunion und Russland behaupten. Der Republik Finnland blieb seit den 1940er Jahren das Schicksal der Baltischen Staaten (die Republiken innerhalb der Sowjetunion wurden) wie auch derjenigen Staaten erspart, die dem Ostblock angehören mussten und ab 1955 im Warschauer Pakt zusammengeschlossen waren. Im Jahr 1968 wurde die Breschnew-Doktrin verkündet. Ihr zufolge fänden „[d]ie Interessen und die Souveränität einzelner sozialistischer Staaten […] ihre Grenzen an den Interessen und der Sicherheit des gesamten sozialistischen Systems“. Diese Doktrin machte letztlich einen Grundsatz sowjetischer Politik explizit, dem das Land schon vor 1968 gefolgt war. Im Falle Finnlands führte das völkerrechtliche Prinzip der Unverletzlichkeit bestehender Grenzen nicht dazu, dass das Land zu einem Satellitenstaat der Sowjetunion wurde, was Kritiker als einen Fall von Finnlandisierung des Landes bewerten.

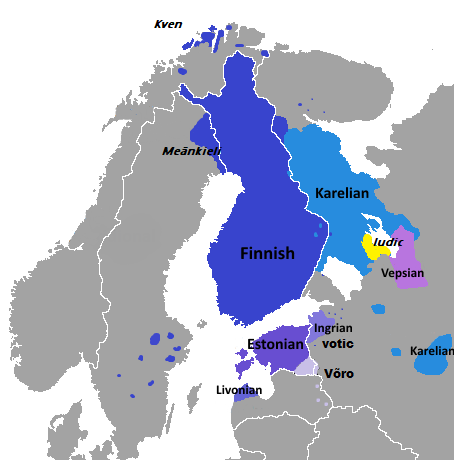
Verbreitungsgebiet ostseefinnischer Sprachen. Nur in den dunkelblau eingefärbten Gebieten wird eine Varietät der finnischen Sprache gesprochen.
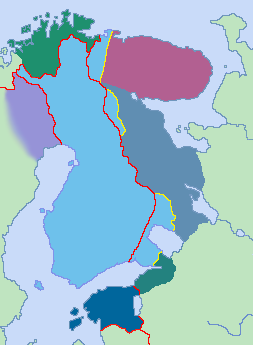
Irredentistische Vision eines „großfinnischen“ Staates
Finnland 1917 bis 1920: Finnland in den Grenzen von 1917 (beige), Russland (rot), von Finnland erhoffte Gebietszuwächse (hellrot)
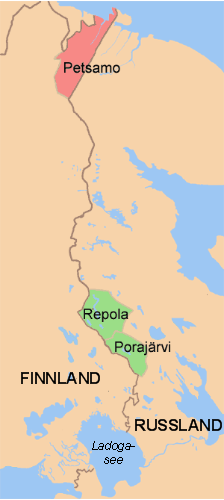
Finnland und die Sowjetunion nach dem Frieden von Dorpat (1920)
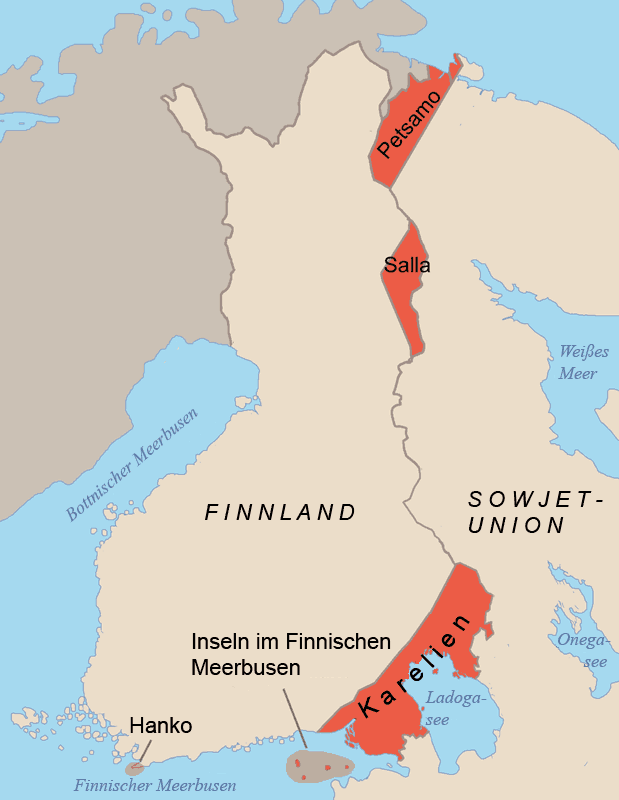
Gebietsabtretungen Finnlands an die Sowjetunion in den 1940er Jahren

## Grenzschutz und aktuelle Entwicklungen
Grenzübergänge werden von der finnischen Grenzwache und dem Grenzschutzdienst Russlands kontrolliert und patrouilliert, außerdem existieren beiderseits Grenzzonen (0,1–3 km auf finnischer und mindestens 7,5 km breit auf russischer Seite). Die Einreise in eine der Grenzzonen erfordert eine Genehmigung. Die elektronische Überwachung auf finnischer Seite konzentriert sich am stärksten auf die südlichen 200 Kilometer und wird ständig verbessert. Der finnische Grenzschutz führt regelmäßig Hundepatrouillen durch, um alle Personen zu fassen, die die Grenzzone betreten.
Die Grenze darf nur an offiziellen Kontrollpunkten überquert werden; die meisten Menschen brauchen dafür mindestens ein Visum. Wichtige Grenzkontrollpunkte befinden sich in Vaalimaa und Nuijamaa; die Zollbehörden auf beiden Seiten kontrollieren Einfuhrwaren und erheben Gebühren.
Nach dem russischen Überfall auf die Ukraine Ende Februar 2022 mit einer Mobilmachung in Russland im September des Jahres und damit einhergehender massiv zunehmender Fluchtbewegung von Russland her beschloss die finnische Regierung, in einem Pilotprojekt einen Teil der Grenze über 130 bis 260 km mit einem Grenzzaun zu befestigen.
Am 30. September 2022 schloss die finnische Regierung die Grenze zu Russland für russische Touristen. Die Regierung Finnlands hat im Februar 2023 vor dem Hintergrund des Ukraine-Kriegs mit dem Bau eines 200 Kilometer langen und drei Meter hohen Zauns an der Grenze zu Russland begonnen.
Am 15. September 2023 schloss die finnische Regierung die Grenze für in Russland zugelassene Fahrzeuge.
Am 16. November 2023 kündigte Finnland an, die Hälfte der Grenzübergänge zu Russland, konkret Vaalimaa, Nuijamaa, Imatra und Niirala in der Nacht auf Samstag, 18. November 2023 zu schließen. Die vier Grenzübergänge wurden wie geplant geschlossen und sollen bis Mitte Februar 2024 geschlossen bleiben. Hintergrund sind Vorwürfe, Russland schleuse vermehrt Asylbewerber ohne Papiere über die gemeinsame Grenze, um Finnland zu destabilisieren. Am 22. November 2023 kündigte die finnische Regierung an, weitere drei Übergänge zu schließen. Nur der nördlichste Grenzübergang, Raja-Jooseppi, soll demnach geöffnet bleiben. Am 28. November 2023 schloss die finnische Regierung auch den letzten Grenzübergang für Personenverkehr aus Russland.
Die Schließung der Grenze war zuletzt verlängert worden bis zum 14. April 2024. Bereits am 4. April 2024 wurde mitgeteilt, dass die Grenze auf unbestimmte Zeit geschlossen bleibt. Finnland geht davon aus, dass sich nach wie vor Hunderte bis Tausende Asylbewerber ohne Papiere auf der russischen Seite befinden und bei einer Öffnung von Russland über die Grenze geschickt würden, um in Finnland Probleme zu verursachen. Zusätzlich werden die Grenzübergänge für den Seeverkehr in Haapasaari und die Häfen von Nuijamaa und Santio ab dem 15. April 2024 für die Freizeitschifffahrt geschlossen. Damit soll verhindert werden, dass Russland die instrumentalisierte Migration möglicherweise auf den Seeverkehr ausweitet.
Am 12. Juli 2024 verabschiedete das finnische Parlament ein Gesetz gegen die Einreise von Migranten über Russland. Grenzschützer können demnach Asylsuchende an der Grenze zu Russland zurückweisen. Das neue Gesetz soll vorübergehend für ein Jahr gelten. Abgeordnete des Linksbündnisses und der Grünen Liga stimmten dagegen.

## Identität der Bewohner beiderseits der Grenze
Bereits im 19. Jahrhundert entstanden in irredentistisch-nationalistisch gesinnten Gruppen in Finnland Visionen eines „großfinnischen“ Staates, in dem alle Menschen „finnischer“ Abstammung leben sollten. Tatsächlich bestand die Gemeinsamkeit der Finnen mit Esten und der indigenen Bevölkerung Ost-Kareliens lediglich darin, dass alle genannten Gruppen eine ostseefinnische Sprache sprachen. Kurz nach der Gründung der Finnischen Republik stellten irredentistische finnische Kombattanten beim Kontakt mit Bewohnern Ost-Kareliens fest, dass diejenigen, die (wie es in Deutschland 1938 formuliert worden wäre) quasi „heim ins Reich“ geholt werden sollten, sich überwiegend nicht als Finnen betrachteten. Eine wichtige Rolle spielte hierbei die Zugehörigkeit zur orthodoxen Kirche.
Auch später führte auf beiden Seiten der finnisch-russischen Grenze die falsche Annahme eine Rolle, die in der ersten Hälfte des 20. Jahrhunderts in Ost-Karelien noch verbreitete karelische Sprache sei ein Dialekt des Finnischen (wie der ostfinnische Dialekt in Savo in der heutigen finnischen Republik). Erkennbar ist der Irrtum etwa an Bemühungen sowjetischer Bildungspolitiker in den 1920er und frühen 1930er Jahren, die Identität indigener Karelier durch Unterricht in der finnischen Hochsprache zu stärken.
In der Sowjetunion wurde im Sommer 1920 eine „Karelische Arbeiter-Kommune“ gegründet, aus der sich die Karelische Autonome Sozialistische Sowjetrepublik entwickelte. Tonangebend in dieser Autonomen Republik waren jedoch nicht indigene Karelier, sondern Finnen, die nach der Niederlage der „Roten“ im Finnischen Bürgerkrieg nach Sowjet-Karelien geflüchtet waren. Ihnen gesellten sich Schweden zu, die sich von einem Leben in einem sozialistischen Staat ein besseres Leben erhofften. Die Zahl der Finnen in Sowjet-Karelien stieg von rund 2500 im Jahre 1926 bis auf 20.000 Mitte der 1930er Jahre. In dieser Zeit war Finnisch Unterrichtssprache in der Karelischen ASSR. Diese Ära endete mit einem Kurswechsel Stalins, der eine Russifizierung von Personen nichtrussischer Abstammung in der Sowjetunion anstrebte.
Infolge des sowjetischen Angriffs auf Finnland im Winterkrieg 1939/1940 wurden 420.000 Bewohner der Gebiete, die Finnland an die Sowjetunion abtreten musste, in die verkleinerte Republik Finnland evakuiert.